# SN 2003gu
SN 2003gu – supernowa typu II odkryta 3 sierpnia 2003 roku w galaktyce UGC 12331. W momencie odkrycia miała maksymalną jasność 17,20m.